# Apple ProFile
El ProFile (amb el nom de codi Pippin) va ser la primera unitat de disc dur produïda per Apple Computer, inicialment per utilitzar-se amb l'ordinador personal Apple III. El model original tenia una capacitat de format de 5 MB i estava connectat a una targeta d'interfície especial connectada a una ranura Apple III. El 1983, Apple va oferir una targeta d'interfície ProFile per a l'Apple II, amb suport de programari per a Apple ProDOS i Apple Pascal .

## Característiques
El ProFile de 5 MB va ser el primer disc dur d'Apple i es va treure al mercat el setembre de 1981 a un preu de 3.499 US$. Més tard, es va oferir un model de 10 MB, però calia una targeta PROM/interfície actualitzada per poder reconèixer els 5 MB addicionals.
Internament, el ProFile consistia en un mecanisme amb motor pas a pas Seagate ST-506 sense l'electrònica habitual de Seagate, una placa de circuit digital i analògica dissenyada i fabricada per Apple i una font d'alimentació.

## Disc dur del Lisa
A part, el 1983, Apple va introduir l'ordinador Lisa, que normalment es venia amb una unitat de disc dur ProFile. El ProFile es podia connectar al port paral·lel integrat de la Lisa o a un port d'una targeta d'interfície paral·lela de doble port opcional. Es podien instal·lar fins a tres targetes d'interfície d'aquest tipus, de manera que en principi es podrien utilitzar fins a set unitats ProFile en un Lisa.
Posteriorment, els models Lisa es podien configurar amb una unitat de 10 MB "Widget" interna amb un controlador propietari dissenyat i construït completament per Apple, però el Widget mai no es va oferir com a producte extern per utilitzar-lo amb altres equips Apple.
Apple no va oferir cap altre disc dur fins que va llançar el disc dur 20 dissenyat específicament per al Macintosh 512K el setembre de 1985 que no es podia utilitzar a les famílies Apple II o III, ni a la sèrie Lisa. El ProFile no es va poder utilitzar al Macintosh ni a l'ordinador Apple IIc (per al qual Apple mai no va oferir cap tipus de disc dur extern).
El setembre del 1986, el ProFile seria substituït per la introducció de la primera unitat basada en disc SCSI 20SC multi-plataforma per a Macintosh i la targeta d'interfície per a la família Apple II (excloent la sèrie IIc, que no tenia cap interfície SCSI) i la sèrie Lisa/ XL.